# Tobias Strobl
Tobias Strobl (Munich, 12 de mayo de 1990) es un exfutbolista alemán que jugaba como centrocampista.

## Trayectoria

### Inicios
Tobias Strobl, nacido en Munich, comenzó su carrera en el 2006 en las divisiones inferiores del TSV 1860 Múnich. Allí el mediocampista permaneció durante tres años dentro del club alemán. 
Para la temporada 2011-12 el TSG 1899 Hoffenheim decidió hacerse con los servicios del futbolista alemán pero colocándolo posteriormente como parte del plantel de la filial del club, el TSG 1899 Hoffenheim II. Allí permaneció durante un año y disputando varios partidos de aquella temporada.

### Debut y continuidad en Bundesliga
Un año más tarde, precisamente el 11 de febrero de 2012 hizo su debut en el primer equipo, ya ahora si, como parte del plantel del TSG 1899 Hoffenheim en un partido frente al SV Werder Bremen que terminó en una igualdad a uno. De esta manera, logró disputar algunos partidos de la temporada pero sin mucha continuidad.
Debido a la poca participación de Tobias en su equipo, el 30 de junio de 2013 el club alemán F. C. Colonia lo contrató en forma de préstamo por un año, aquí sí disputando un importante número de partidos de 1. Bundesliga para el primer equipo.
Una vez finalizado el préstamo, regresó a su club para la temporada 2013-14, donde aquí permaneció durante 3 años hasta el 1 de julio de 2016 cuando finalizó su contrato con el club alemán. 
Tras haber quedado libre del TSG 1899 Hoffenheim, firmó contrato con un nuevo club, que también militaba en la 1. Bundesliga, el Borussia Mönchengladbach.
Una vez finalizado su contrato, el 30 de junio de 2020 se oficializó su fichaje por el F. C. Augsburgo para las siguientes tres temporadas. Sufrió una lesión en noviembre de 2021 que le impidió jugar en lo que quedaba de campaña y la siguiente. Por este motivo, decidió poner fin a su carrera al expirar su contrato.

## Estadísticas

### Clubes
| Club                     | País     | Año       | Partidos | Goles |
| ------------------------ | -------- | --------- | -------- | ----- |
| TSV 1860 Múnich II       | Alemania | 2008-2011 | 59       | 1     |
| TSG 1899 Hoffenheim II   | Alemania | 2011-2012 | 26       | 5     |
| TSG 1899 Hoffenheim      | Alemania | 2012-2016 | 96       | 1     |
| F. C. Colonia (cedido)   | Alemania | 2012-2013 | 24       | 1     |
| Borussia Mönchengladbach | Alemania | 2016-2020 | 81       | 0     |
| F. C. Augsburgo          | Alemania | 2020-2023 | 37       | 0     |